# レオナルド・ポンシオ
レオナルド・ダニエル・ポンシオ（Leonardo Daniel Ponzio, 1982年1月24日 - ）は、アルゼンチン・サンタフェ州出身の元サッカー選手。現役時代のポジションはディフェンダー（右サイドバック、センターバック）、ミッドフィールダー（センターハーフ）。
2001年のFIFAワールドユース選手権の優勝メンバーである。2003年1月31日のホンジュラス戦でアルゼンチン代表デビューした。クラブではボランチを、代表では右サイドバックをこなす器用な選手である。運動量豊富で、パスの精度が高い。さらにはフリーキッカーとしての実力も高く、U-21代表ではほとんどのフリーキックを蹴っていた。

## タイトル

### クラブ
サラゴサ
- コパ・デル・レイ : 2003-04
- スーペルコパ・デ・エスパーニャ : 2004

リーベル・プレート
- プリメーラ・ディビシオン : 2007-08C, 2013-14F, 2013-14SF, 2021
- プリメーラB・ナシオナル : 2011-12
- コパ・アルヘンティーナ : 2015-16, 2016-17, 2018-19
- スーペルコパ・アルヘンティーナ : 2017, 2019
- コパ・リベルタドーレス : 2015, 2018
- コパ・スダメリカーナ : 2014
- レコパ・スダメリカーナ : 2015, 2016, 2019
- スルガ銀行チャンピオンシップ : 2015

### 代表
U-20アルゼンチン代表
- FIFAワールドユース選手権 : 2001